# Hodjatoleslam
Hodjatoleslam ou hojjat-ol-eslam (titre complet : hojatalislam wa-l-muslemin, de l'arabe حجة الإسلام), est un titre honorifique signifiant « preuve de l'islam » ou « autorité sur l'islam ».
À l'origine, ce titre était appliqué seulement aux penseurs principaux, mais depuis le début du XXe siècle, il est utilisé pour tous les clercs après la création du titre d'ayatollah pour les mujtahids. De nos jours, et particulièrement en Iran, ce titre peut être donné[Par qui ?] à n'importe quel clerc de rang mineur, même ceux qui n'ont pas atteint le rang de mujtahid.
Ali Khamenei est un hodjatoleslam.